# Kansas City Film Critics Circle Award/Bester Nebendarsteller
Der Kansas City Film Critics Circle Award für den besten Nebendarsteller ist ein jährlich verliehener Filmpreis des Kansas City Film Critics Circle.

## Preisträger

### 1960er
| Jahr | Sieger          | Film                         | Rolle                                 |
| ---- | --------------- | ---------------------------- | ------------------------------------- |
| 1966 | Walter Matthau  | Der Glückspilz               | William H. „Whiplash Willie“ Gingrich |
| 1967 | Alec Guinness   | Die Stunde der Komödianten   | Major Jones                           |
| 1967 | Robert Shaw     | Ein Mann zu jeder Jahreszeit | Heinrich VIII.                        |
| 1968 | Sidney Blackmer | Rosemaries Baby              | Roman Castevet / Steven Marcato       |
| 1969 | Jack Nicholson  | Easy Rider                   | George Hanson                         |

### 1970er
| Jahr | Sieger        | Film                                  | Rolle               |
| ---- | ------------- | ------------------------------------- | ------------------- |
| 1970 | Gig Young     | Nur Pferden gibt man den Gnadenschuss | Rocky               |
| 1971 | John Mills    | Ryans Tochter                         | Michael             |
| 1972 | Joel Grey     | Cabaret                               | Conferencier        |
| 1973 | Robert Ryan   | The Iceman Cometh                     | Larry Slade         |
| 1974 | John Huston   | Chinatown                             | Noah Cross          |
| 1975 | Max von Sydow | Die drei Tage des Condor              | G. Joubert          |
| 1976 | Jason Robards | Die Unbestechlichen                   | Ben Bradlee         |
| 1977 | Jason Robards | Julia                                 | Dashiell Hammett    |
| 1978 | Peter Firth   | Equus – Blinde Pferde                 | Alan Strang         |
| 1979 | James Woods   | Mord im Zwiebelfeld                   | Gregory Ulas Powell |

### 1980er
| Jahr | Sieger                | Film                                           | Rolle                   |
| ---- | --------------------- | ---------------------------------------------- | ----------------------- |
| 1980 | Timothy Hutton        | Eine ganz normale Familie                      | Conrad Jarrett          |
| 1981 | Jack Nicholson        | Reds                                           | Eugene O’Neill          |
| 1982 | Michael Keaton        | Nightshift – Das Leichenhaus flippt völlig aus | Bill Blazejowski        |
| 1983 | Jack Nicholson        | Zeit der Zärtlichkeit                          | Garrett Breedlove       |
| 1984 | John Malkovich        | Ein Platz im Herzen                            | Mr. Will                |
| 1985 | Klaus Maria Brandauer | Jenseits von Afrika                            | Bror von Blixen-Finecke |
| 1986 | Denholm Elliott       | Zimmer mit Aussicht                            | Mr. Emerson             |
| 1987 | Sean Connery          | The Untouchables – Die Unbestechlichen         | Jim Malone              |
| 1988 | Dean Stockwell        | Die Mafiosi-Braut                              | Tony Russo              |
| 1988 | Martin Landau         | Tucker                                         | Abe Karatz              |
| 1988 | Tom Cruise            | Rain Man                                       | Charlie Babbit          |
| 1989 | Denzel Washington     | Glory                                          | Silas Trip              |

### 1990er
| Jahr | Sieger            | Film                               | Rolle                     |
| ---- | ----------------- | ---------------------------------- | ------------------------- |
| 1990 | Joe Pesci         | Goodfellas                         | Tommy DeVito              |
| 1991 | Samuel L. Jackson | Jungle Fever                       | Gator Purify              |
| 1992 | Gene Hackman      | Erbarmungslos                      | Little Bill Daggett       |
| 1993 | Tommy Lee Jones   | Auf der Flucht                     | Samuel Gerard             |
| 1994 | Martin Landau     | Ed Wood                            | Bela Lugosi               |
| 1995 | Tim Roth          | Rob Roy                            | Archibald Cunningham      |
| 1996 | Edward Norton     | Zwielicht                          | Aaron Stampler            |
| 1997 | Robert Forster    | Jackie Brown                       | Max Cherry                |
| 1998 | Jeremy Davies     | Der Soldat James Ryan              | Corporal Timothy E. Upham |
| 1999 | Haley Joel Osment | The Sixth Sense – Der Sechste Sinn | Cole Sear                 |

### 2000er
| Jahr | Sieger                 | Film                          | Rolle            |
| ---- | ---------------------- | ----------------------------- | ---------------- |
| 2000 | Benicio del Toro       | Traffic – Macht des Kartells  | Javier Rodriguez |
| 2001 | Steve Buscemi          | Ghost World                   | Seymour          |
| 2002 | Chris Cooper           | Adaption – Der Orchideen-Dieb | John Laroche     |
| 2003 | Peter Sarsgaard        | Shattered Glass               | Charles Lane     |
| 2004 | Thomas Haden Church    | Sideways                      | Jack Lopate      |
| 2005 | Paul Giamatti          | Das Comeback                  | Joe Gould        |
| 2006 | Michael Sheen          | Die Queen                     | Tony Blair       |
| 2007 | Javier Bardem          | No Country for Old Men        | Anton Chigurh    |
| 2008 | Heath Ledger (posthum) | The Dark Knight               | Der Joker        |
| 2009 | Christoph Waltz        | Inglourious Basterds          | Hans Landa       |

### 2010er
| Jahr | Sieger                 | Film                                                    | Rolle          |
| ---- | ---------------------- | ------------------------------------------------------- | -------------- |
| 2010 | Christian Bale         | The Fighter                                             | Dickie Eklund  |
| 2011 | Christopher Plummer    | Beginners                                               | Hal            |
| 2012 | Philip Seymour Hoffman | The Master                                              | Lancaster Dodd |
| 2013 | Michael Fassbender     | 12 Years a Slave                                        | William Ford   |
| 2014 | Edward Norton          | Birdman oder Die unverhoffte Macht der Ahnungslosigkeit | Mike Shiner    |
| 2015 | Michael Shannon        | 99 Homes – Stadt ohne Gewissen                          | Rick Carver    |